# Merkheperra
Merkheperra (fl. XVII secolo a.C.) è stato un sovrano dell'Antico Egitto inserito nella XIII dinastia.

## Biografia
Sovrano noto solamente per il Canone Reale ed uno scarabeo oggi conservato al British Museum. Il suo nome si trova nella lista reale dopo una lacuna contenente altri quattro nomi quasi del tutto illeggibili. Cronologicamente, se la sequenza del Canone Reale è corretta, dovrebbe collocarsi quasi al termine della dinastia ossia intorno al 1630 a.C. Il potere di questo sovrano fu sicuramente limitato al solo Alto Egitto e forse in posizione subalterna, come tributario, ai sovrani hyksos della XV dinastia regnanti ad Avaris nel delta del Nilo.

## Liste reali
| N5 | mr · r | L1 |

| N5 | mr · r | L1 |

| N5 | mr · r | L1 |

| N5 | mr · r | L1 |

| N5 | mr · r | L1 |

| N5 | mr · r | L1 |

| N5 | mr · r | L1 |

| N5 | mr · r | L1 |

## Titolatura
| G5 |

| G5 |

|       |
| \| \| |
|       |
|       |

|  |

|       |
| \| \| |
|       |
|       |

|  |

| G16 |

| G16 |

|  |

| G8 |

| G8 |

|  |

| M23 · X1 | L2 · X1 |

| M23 · X1 | L2 · X1 |

| N5 | U7 · r | L1 |

| N5 | U7 · r | L1 |

| N5 | U7 · r | L1 |

| N5 | U7 · r | L1 |

| N5 | U7 · r | L1 |

| N5 | U7 · r | L1 |

| N5 | U7 · r | L1 |

| N5 | U7 · r | L1 |

| G39 | N5 |

| G39 | N5 |

|       |
| \| \| |
|       |
|       |

|  |

|       |
| \| \| |
|       |
|       |

|  |

## Cronologia
| Periodo                    | Dinastia      | periodo di regno                             |
| Secondo periodo intermedio | XIII dinastia | tra il 1660 a.C. ed il 1630 a.C. (± 50 anni) |

| predecessore: Sawahenra | Signore del Basso e dell'Alto Egitto | successore: Merkara |

| Dinastie contemporanee | Capitale |
| XIV                    | varie    |
| XV                     | Avaris   |
| XVI                    | varie    |